# Marco Polo (traghetto)
Il Marco Polo è un traghetto appartenente alla compagnia di navigazione tedesca TT-Line.

## Servizio
Varato il 31 dicembre 1992 nel cantiere navale Van der Gissen de Noord di Krimpen aan den IJssel con il nome di Via Ionio e consegnato il 28 aprile 1993 alla Viamare di Navigazione, viene subito girato in noleggio alla TT-Line ed il 15 maggio prende servizio nei collegamenti tra Travemünde e Trelleborg.
Il 24 agosto 1993 termina il noleggio per TT-Line e quattro giorni dopo giunge a Genova.
L'11 settembre prende ufficialmente servizio per la Viamare nei collegamenti tra Voltri e Termini Imerese.
Nell'aprile del 1994 viene trasferito insieme al gemello Via Mediterraneo all'Adriatica di Navigazione e, ribattezzato Espresso Ravenna, prende servizio nei collegamenti tra Ravenna e Catania.
Nel 2004, con l'acquisizione di Adriatica di Navigazione da parte della Tirrenia di Navigazione, passa insieme al gemello a quest'ultima, continuando ad operare sulla stessa rotta.
Negli anni a seguire viene trasferito nei collegamenti tra Livorno, Olbia e Cagliari.
Da marzo a settembre 2015 viene noleggiato alla Baleària ed impiegato nei collegamenti tra Valencia e Palma di Maiorca, in quelli tra Valencia e Ibiza ed in quelli tra Algeciras e Tangeri Med.
Nell'ottobre del 2016 viene noleggiato alla Moby Lines, tornando in servizio nei collegamenti merci tra Livorno ed Olbia.
Nel gennaio del 2017 viene ribattezzato Barbara Krahulik.
Successivamente, torna ad operare sotto le insegne della Tirrenia CIN e viene trasferito nei collegamenti tra Catania e Malta.
Successivamente, viene anche impiegato per un breve periodo sulla Napoli-Catania.

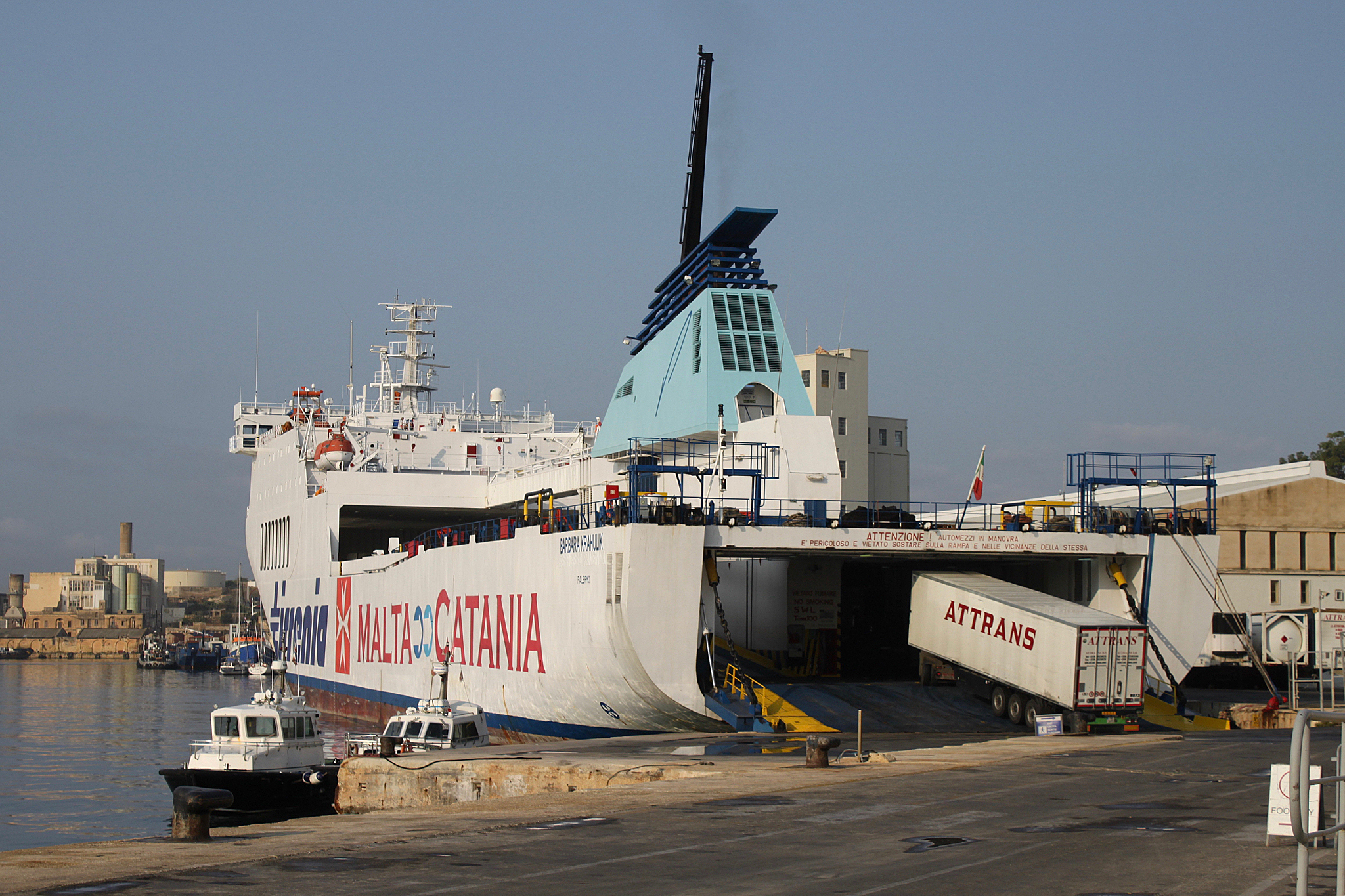
Il Barbara Krahulik ormeggiato a La Valletta nel 2017.

Il 16 luglio 2019 ne viene annunciata la cessione alla TT-Line ed il 25 ottobre salpa da Genova per Danzica, dove, una volta giunto, viene trasferito in cantiere, dove viene sottoposto a lavori di ristrutturazione, durante i quali viene installato un sistema scrubber, realizzato un nuovo salone con bar e una sala poltrone ed allungata la sovrastruttura sia a poppa che a prua, portando cosi la capacità del traghetto a 215 passeggeri.
Ribattezzato Marco Polo l'8 novembre, prende servizio il 27 gennaio 2020.
Nell'aprile del 2023 prende servizio nei collegamenti tra Karlshamn e Klaipėda ed in quelli tra Klaipėda, Trelleborg e Swinoujscie.
Il 22 ottobre 2023, durante la navigazione verso Karlshamn, tocca il fondo tra Hano e Horvik, continuando tuttavia a navigare per circa 3 miglia, fino a quando non si incagliò nella baia a sud-ovest di Karlshamn. Il 29 ottobre riesce a disincagliarsi a causa del maltempo, andando alla deriva verso ovest, incagliandosi nuovamente. Questo terzo incaglio ha provocato ulteriori perdite di olio. Il 1º novembre viene disincagliato e trainato dai rimorchiatori Svitzer Thor e Delta all'ancoraggio più vicino, dov'è stato possibile eseguire un'ispezione subacquea allo scafo.
Il 2 novembre viene trainato a Karlshamn ed il 4 novembre 2023 viene ormeggiato in modo da poter sbarcare gli automezzi presenti nel garage.
Il 9 novembre viene rimorchiato in cantiere a Danzica, dove viene riparato.
Il 27 giugno 2024 torna regolarmente in servizio.
Nel giugno del 2025 viene trasferito nei collegamenti tra Klaipėda e Travemünde.

## Navi gemelle
- Dénia Ciutat Creativa
- Lider Prestij
- Galileusz
- Copernicus
- Amal
- Drujba